# 공군교육훈련사령부 (미국)
공군교육훈련사령부(Air Education and Training Command (AETC))는 미국 공군의 주요 사령부 중의 하나로 공군 모집된 대원을 선별하여 기초군사훈련과 군사특기에 대한 교육 및 훈련을 총괄하는 기능 사령부이다.

## 역사
1993년 7월 1일에 공군훈련사령부와 공군대학교를 묶어서 설립되었고, 동시에 공군훈련사령부를 대채하여 주요사령부로 지정되었다.

## 산하 조직

AETC 주요 예하조직의 문장
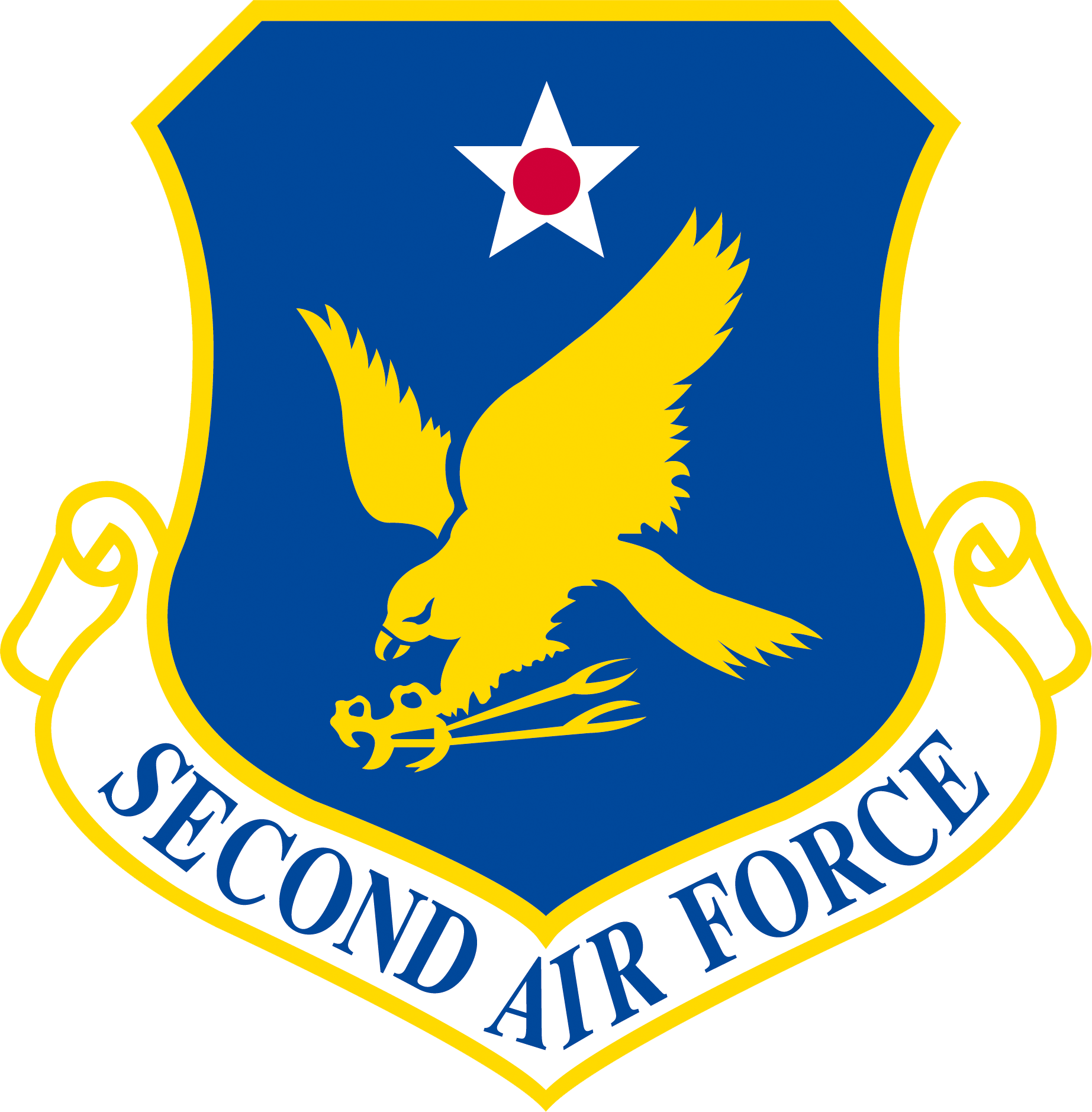
제2공군
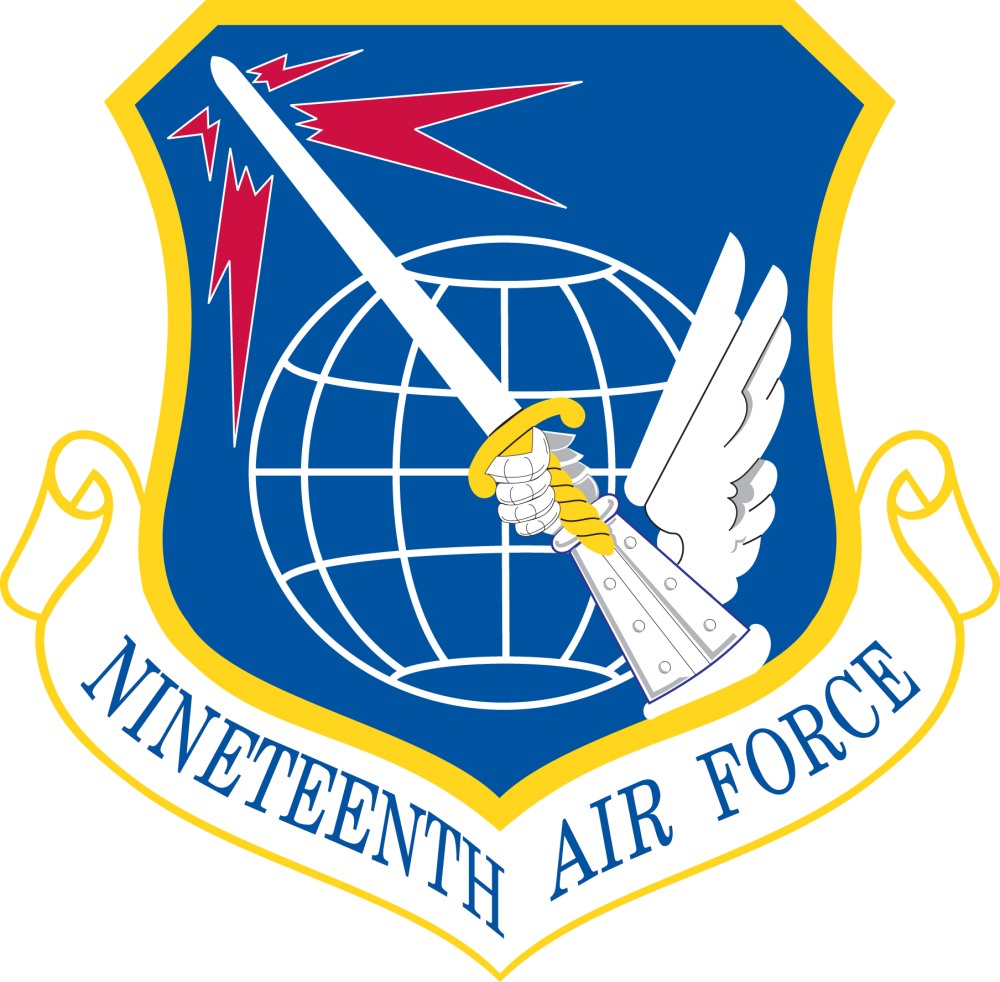
제19공군
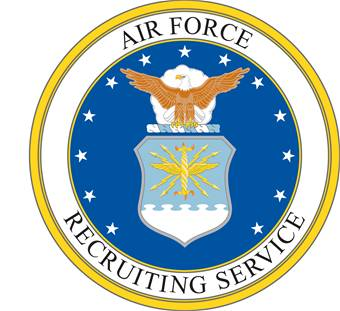
공군모집처 (텍사스주)
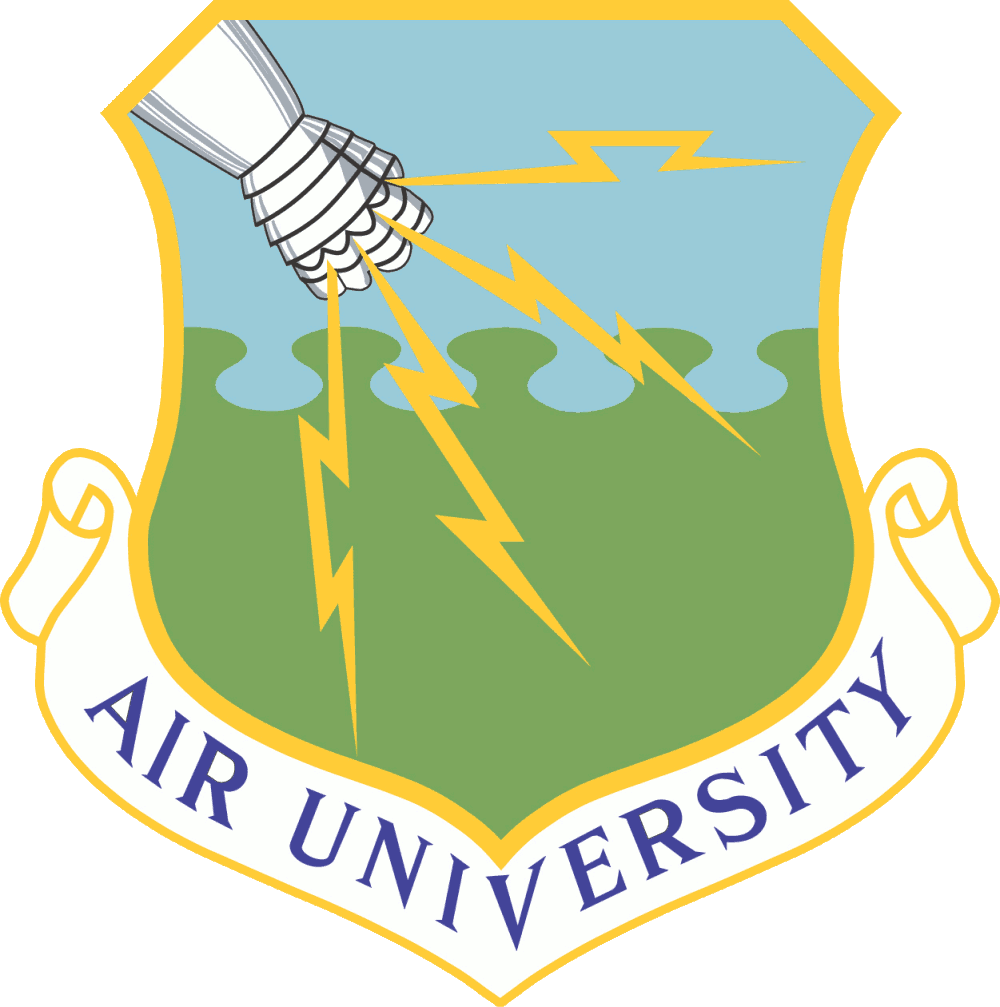
공군대학교 (앨라배마주)
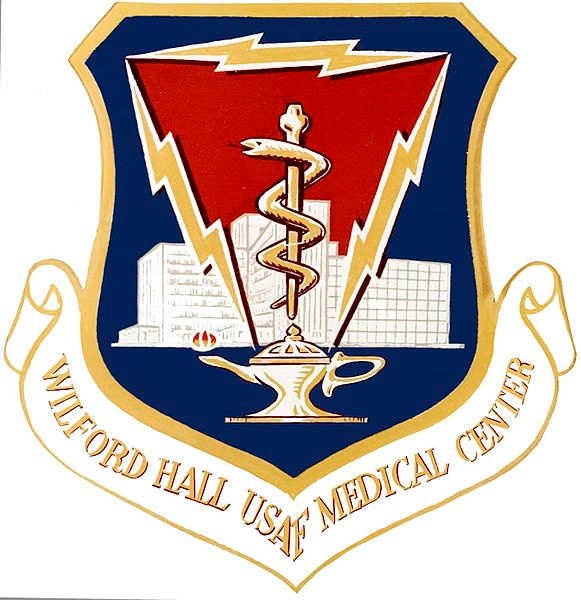
윌퍼드 홀 외래외과원 (텍사스주)

### 제2공군
제2공군은 기술훈련을 맡고 있다.

### 제19공군
제19공군은 비행훈련을 맡고 있다.

### 공군모집근무대
공군모집근무대(Air Force Recruiting Service (AFRS))는 AETC와 똑같이 랜돌프 공군기지에 본부를 두고 대륙 각지의 도시와 해외에 주둔중인 국가의 기지에 모집사무실을 운영하고 있다. 3개 지역 전대와 24개 스쿼드론에 약 1천 4백이상의 모집관인 장교와 부사관이 소속되어 있다.
- 제360모집대대 - 펜실베이니아주, 뉴컴버랜드
- 제369모집대대 - 텍사스주, 안토니오-랙랜드 합동기지
- 제372모집대대 - 유타주, 힐 공군기지

- 공군모집근무대 문장, 배지

"공군모집근무대
AFRS의 문장
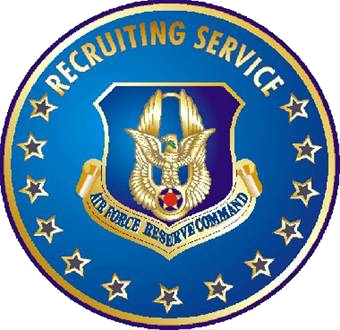
AFRS 모병관 혹은 모집관의 배지
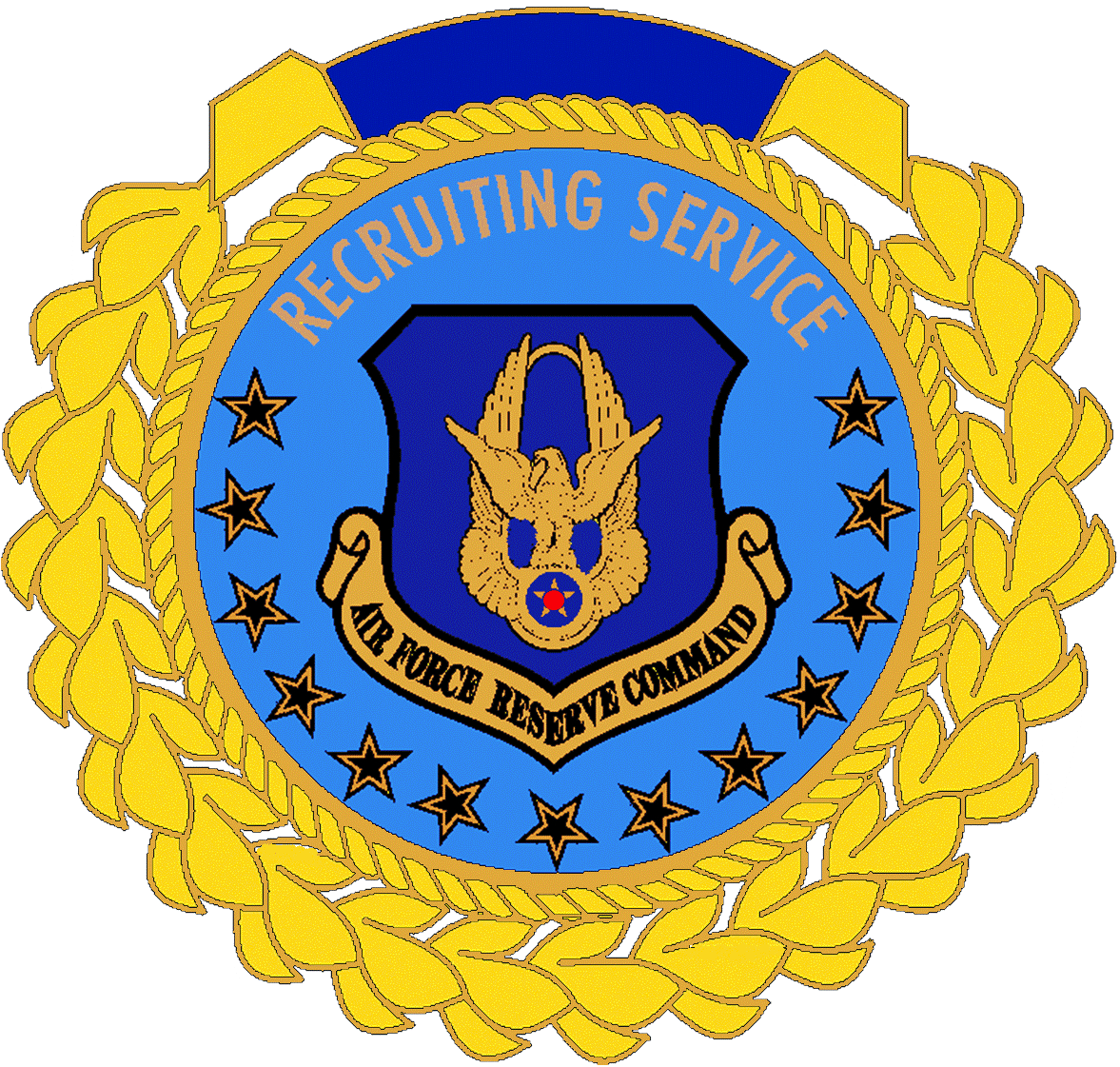
AFRS의 컨트리 클럽 배지

### 공군대학교
공군대학교(Air University (AU))는 앨라바마주 맥스웰 공군기지에 본부를 두고 있는 전문군사교육 기관으로, 장교, 선임 부사관 및 국방부와 공군부 민간인(DAFC) 직원들에게 전문적인 평생 교육을 제공한다.

## 관할 시설
- 홀로먼 공군기지 뉴맥시코주
- 미시시피주
  - 컬럼부스 공군기지
  - 케슬러 공군기지
- 루크 공군기지, 애리조나주
- 맥스웰 공군기지, 앨라바마주
- 오클라호마주
  - 알투스 공군기지
  - 밴스 공군기지
- 텍사스주
  - 굿펠로우 공군기지
  - 로플린 공군기지
  - 셰파드 공군기지
  - 안토니오-랙랜드 합동기지
    - 포트 샘 휴스턴
    - 랜돌프 공군기지

## 인식표

AETC 지원부대와 교관의 배지
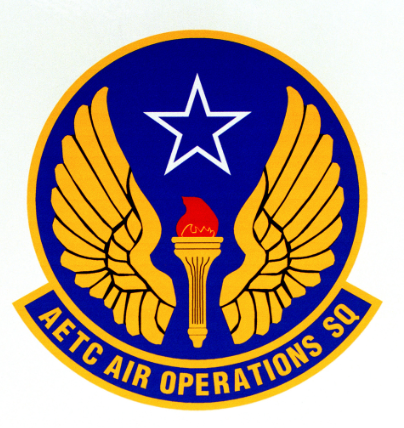
AETC 항공작전대대 문장
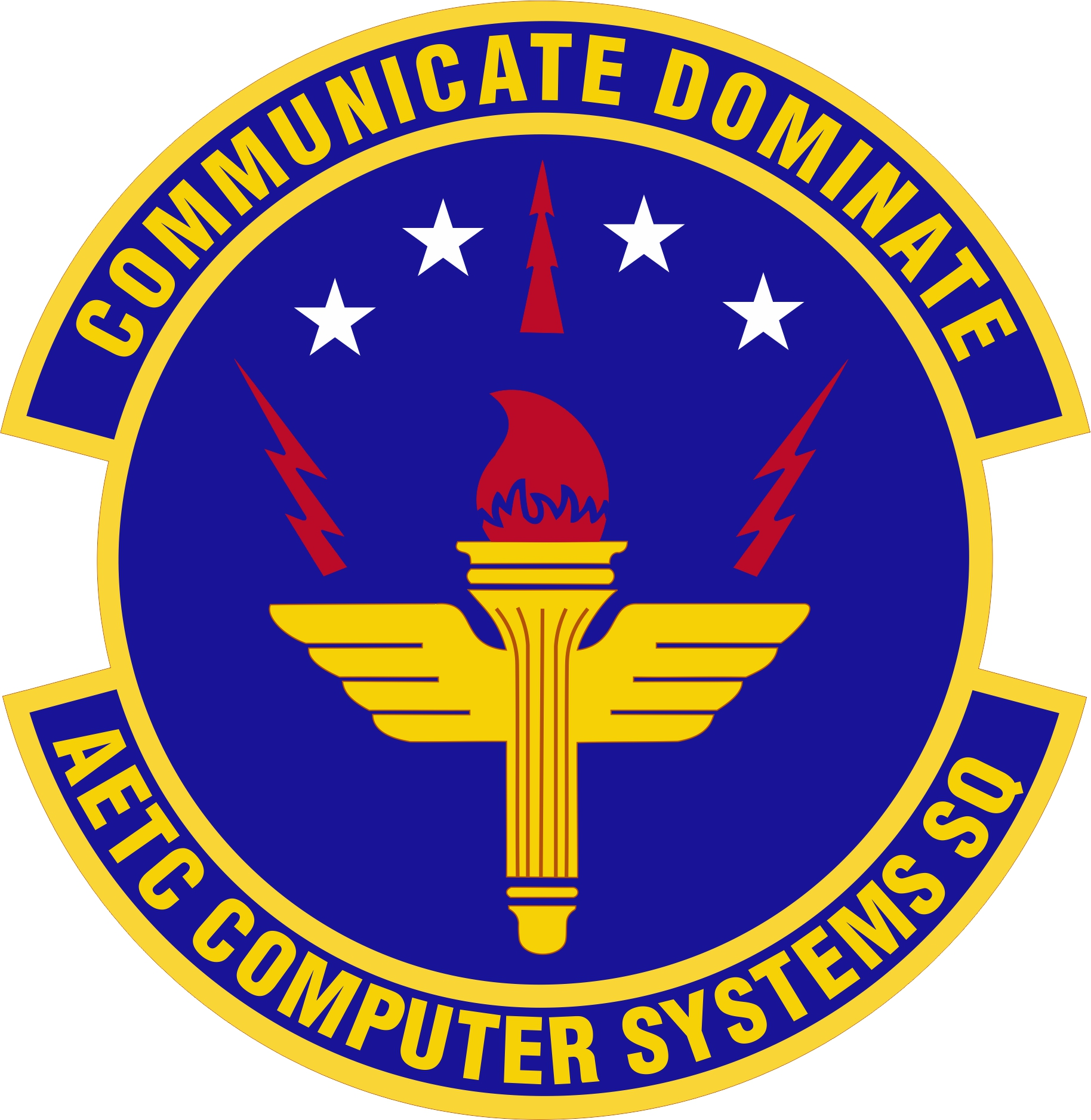
AETC 컴퓨터체계대대의 문장
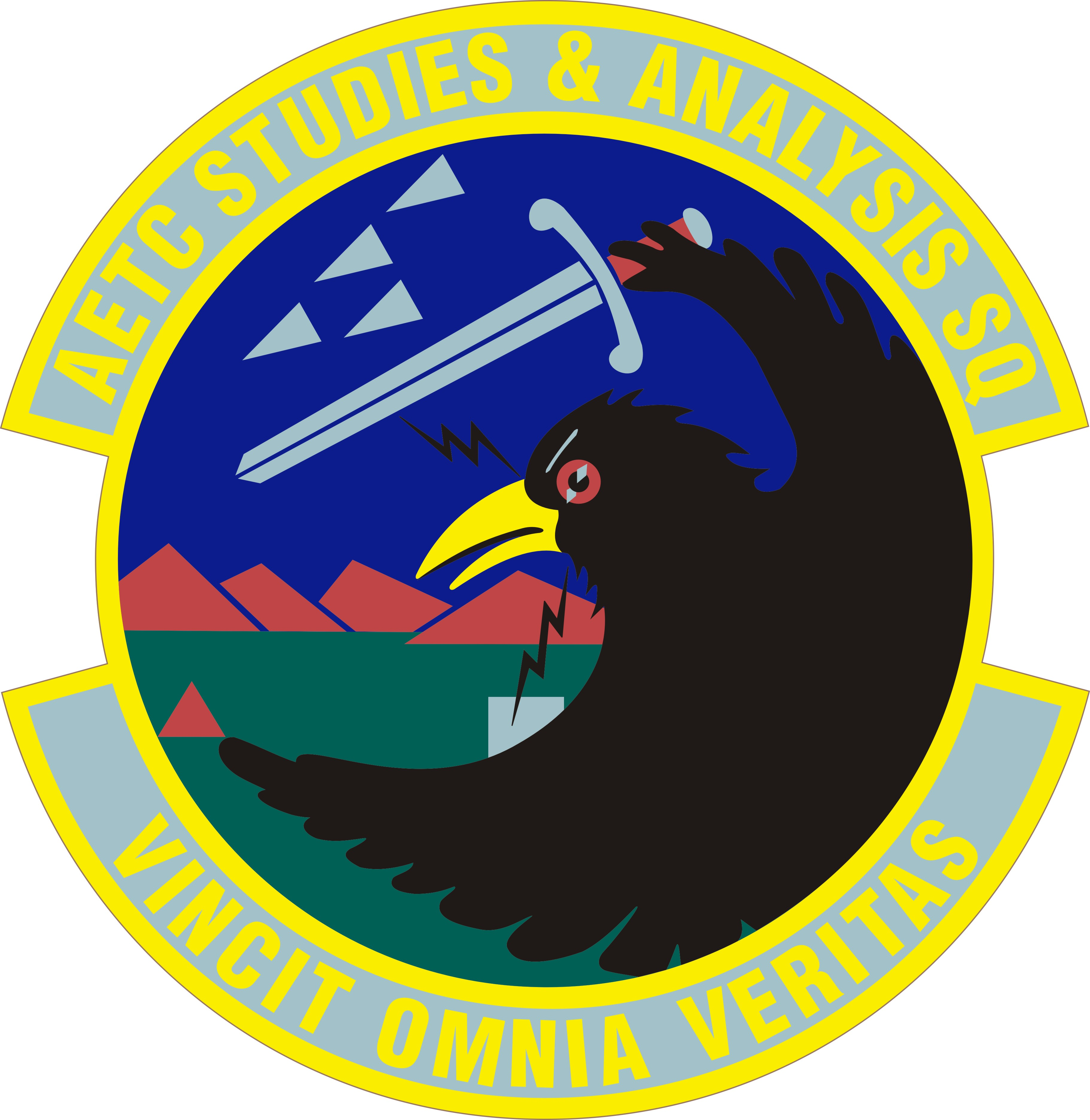
AETC 연구분석대대의 문장
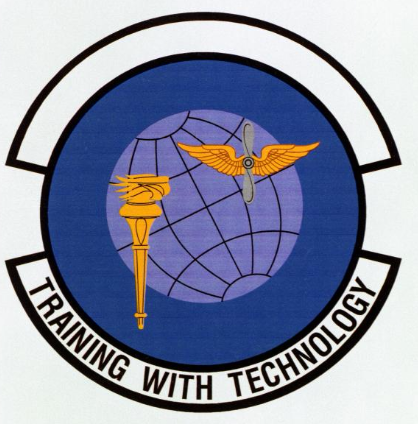
AETC 훈련지원대대의 문장
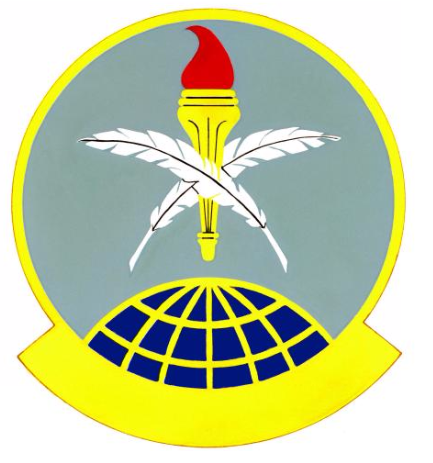
AETC 계약대대의 문장
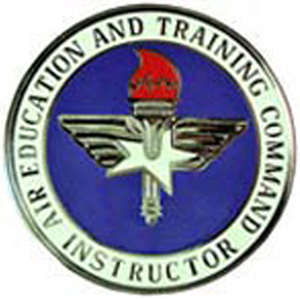
AETC 교관 배지

## 계보
- 1942년 1월 23일, Air Corps Flying Training Command→항공대 비행훈련사령부로 설립됨.
- 1942년 3월 15일, 재편성됨: Army Air Forces Flying Training Command→육군 항공군 비행훈련사령부
- 1943년 7월 31일, 재편성됨: Army Air Forces Training Command→육군 항공대 훈련사령부
- 1946년 7월 1일, 재편성됨: Air Training Command (ATC)→공군훈련사령부
- 1993년 7월 1일, 재편성됨: Air Education and Training Command (AETC)로→공군교육훈련사령부

## 같이 보기
- 훈련교리사령부 (미국) (TRADOC)
- 해군교육훈련사령부 (NETC)
- 훈련교육사령부 (TECOM)